# Douglas Booth
Douglas John Booth, född 9 juli 1992 i London, är en brittisk skådespelare och modell.

## Biografi
Booth föddes i London, son till Vivien, en konstnär, och en pappa, som arbetar inom sjöfarten. Hans far är av engelsk härkomst och hans mor är av halv spansk och halv holländsk härkomst.
I en intervju med tidningen Vogue, pratade Booth om sin kamp med dyslexi; "Jag kämpade med dyslexi när jag var ung, så jag visste att vad jag än gjorde skulle det inte vara akademiskt. Sen när jag spelade i pjäsen Agamemnon - vid 12 års ålder -tänkte jag att jag hellre vill vara i centrum för uppmärksamheten, det är där jag vill vara."
Som modell har Booth synts i flera kampanjer för det lyxiga engelska märket Burberry.

## Filmografi (urval)
| År   | Titel                           | Roll              | Noteringar |
| ---- | ------------------------------- | ----------------- | ---------- |
| 2007 | Hunters of the Kahri            | Sagar             |            |
| 2009 | From Time to Time               | Sefton            |            |
| 2010 | Worried About the Boy           | Boy George        | TV-film    |
| 2010 | Svärdet och spiran              | Eustace           | 8 avsnitt  |
| 2011 | Christopher and His Kind        | Heinz Neddermayer | TV-film    |
| 2011 | Great Expectations              | Pip               | 3 avsnitt  |
| 2012 | LOL: Laughing Out Loud          | Kyle              |            |
| 2013 | Romeo and Juliet                | Romeo Montague    |            |
| 2014 | Noah                            | Sem               |            |
| 2014 | Jupiter Ascending               | Titus Abrasax     |            |
| 2016 | Pride and Prejudice and Zombies | Mr. Bingley       |            |
| 2019 | The Dirt                        | Nikki Sixx        |            |